# Josué 15
Josué 15 es el decimocuarto capítulo del Libro de Josué en la Biblia hebrea o en el Antiguo Testamento de la Biblia cristiana. Según la tradición judía, el libro se atribuyó a Josué, con añadidos de los sumos sacerdotes Eleazar y Fineas, pero los eruditos modernos la consideran parte de la Tradición deuteronómica, que abarca desde el libros del Deuteronomio hasta 2 Reyes, atribuida a escritores nacionalistas y devotos de Yahvé durante la época del rey reformador de Judea Josías en el siglo VII a. C.. Este capítulo registra la adjudicación de tierras a la tribu de Judá, parte de una sección que comprende Josué 13:1-21:45 sobre la adjudicación de la tierra de Canaán a los israelitas.

## Texto
Este capítulo fue escrito originalmente en Lengua hebrea. Está dividido en 63 Versículos.

### Testigos textuales
Algunos manuscritos antiguos que contienen el texto de este capítulo en hebreo pertenecen a la tradición del Texto Masorético, que incluye el Códice de El Cairo (895), el Códice de Alepo (siglo X) y el Códice Leningradoensis (1008).
Los manuscritos antiguos existentes de una traducción al griego koiné conocida como Septuaginta (originalmente se hizo en los últimos siglos a. C.) incluyen el Codex Vaticanus (B; {\displaystyle {\mathfrak {G}}}B; siglo IV) y Codex Alexandrinus (A; {\displaystyle {\mathfrak {G}}}A; siglo V). 

## Análisis

Mapa de la asignación de tierras a las tribus de Israel en tiempos de Josué

La narración del reparto de la tierra de Canaán por parte de los israelitas comprende los Versículos 13:1 al 21:45 del Libro de Josué y tiene el siguiente esquema:
A. Preparativos para distribuir la tierra (13:1-14:15)
B. La Asignación para Judá (15:1-63)
1. Límites de Judá (Josué 15:1-12)
2. La bendición de Acsa (Josué 15:13-19)
3. Las ciudades de la herencia de Judá (15:20-63)
C. El reparto para José (16:1-17:18)
D. Distribución de tierras en Silo (18:1-19:51)
E. Distribución levítica y conclusión (20:1-21:45)
Hay tres elementos clave en el informe de las asignaciones para las nueve tribus y media en la tierra de Canaán, a saber:
| Tribu    | Lista de límites | Lista de ciudades | Comentarios sobre la población indígena |
| -------- | ---------------- | ----------------- | --------------------------------------- |
| Judá     | X                | X                 | X                                       |
| Efraín   | X                |                   | X                                       |
| Manasés  | X                |                   | X                                       |
| Benjamín | X                | X                 |                                         |
| Simeón   |                  | X                 |                                         |
| Zabulón  | X                |                   |                                         |
| Issachar | X                |                   |                                         |
| Asher    | X                |                   |                                         |
| Naftalí  | X                | X                 |                                         |
| Dan      |                  | X                 | X                                       |

## Los límites de Judá (15:1-12)

Mapa de la asignación de tierras a las tribus de Israel en tiempos de Josué

La asignación a la tribu de Judá se registra en primer lugar y es la más larga de todas las tribus de Cisjordania, y consiste en una definición de sus límites (versículos 1-12) y una lista de sus ciudades (versículos 20-63), con una inserción adicional sobre la herencia de Caleb (versículos 13-19). La descripción de las fronteras (15:1-12) sigue el orden sur, este, norte, oeste. La frontera sur va desde el extremo sur del Mar Muerto hasta el Mediterráneo, incluyendo Cades-barnea y extendiéndose hasta el 'Wadi [o arroyo] de Egipto' (ahora «Wadi el-Arish»). El límite oriental es el Mar Muerto. El límite septentrional se traza cuidadosamente alrededor de los extremos meridionales de la ciudad de Jerusalén (Versículo 8), que sigue en posesión de los jebuseos. El límite occidental es el Mar Mediterráneo.

### Versículo 8
Luego el límite sube por el Valle del Hijo de Hinnom al hombro sur del jebuseo (es decir, Jerusalén). Y el límite sube hasta la cima de la montaña que está frente al Valle de Hinnom, al oeste, en el extremo norte del Valle de Refaim. 
- «Jerusalén»: aquí no está incluida en el territorio de Judá, y Josué 15:63 señala que Judá no podía tomarla, mientras que Josué 18:28 se la asignó a Benjamín, cuyo límite sur (Josué 18:15-19) se corresponde estrechamente con el límite norte de Judá tal como se esboza aquí.[15] Sin embargo, Jueces 1:8 registra que Judá tomó Jerusalén (probablemente, las zonas fuera de las murallas de la ciudad) y le prendió fuego, mientras que Jueces 1:21 señala que los benjaminitas no pudieron expulsar a los jebuseos, que todavía poseían Jerusalén, como también se señala en Jueces 19:11-12, donde la ciudad se llama «Jebús», con la observación, «que es Jerusalén», y el levita no quería entrar allí, porque es una «ciudad de los jebuseos», «la ciudad de un extranjero». «[15][17] Al final David logró derrotar a los jebuseos, conquistó Jerusalén y la convirtió en su capital sobre todo Israel (2 Samuel 5:6-10).[15]

## La bendición de Caleb (15:13-19)
Habiéndosele concedido la ciudad de Hebrón por Josué, Caleb tiene que luchar para conquistarla junto con las zonas circundantes (podría ser una parte de la conquista de Josué en Josué 10:36-37). A su vez, Caleb se convierte en «distribuidor» para conceder una tierra a su yerno Othniel, debido a su papel en la conquista (Othniel se convierte más tarde en el primer 'Juez' de Israel; Jueces 3:8-11), y a su hija Achsah, esposa de Othniel, cuya petición de agua refleja la condición en las zonas más secas del Negeb, el desierto meridional de Judá. 

## Ciudades de Judá (15:20-63)
La larga lista de ciudades muestra la extensa tierra de Judá, que incorpora tanto la rica llanura como el desierto seco, especialmente la viticultura en las laderas en terrazas de la región montañosa y las tierras bajas de acuerdo con la bendición de Jacob a Judá (Génesis 49: 11-12). Hay cuatro zonas geográficas distintas de la tierra:
1. el Negueb (o «extremo sur», Versículo 21)
2. las tierras bajas (la Shephela, entre las colinas más altas y el Mediterráneo, Versículo 33)
3. la región montañosa (de la cordillera central, versículo 48)
4. el desierto, al este de la cordillera central hacia el Mar Muerto (versículo 61).[15]

Las tierras cercanas a la zona más seca eran más adecuadas para la cría de ovejas que para la agricultura, como Carmelo y Maón (versículo 55), que se mencionan en la historia de Nabal, un criador de ovejas que insultó a David (1 Samuel 25:2).
Las ciudades prominentes mencionadas en la lista incluyen lugares como Ádullam, Socoh, Jarmuth, Zanoah y Zorah. También se nombran Keilah, Maresha, Maon, Halhul y Timnah. La lista de ciudades puede dividirse en doce grupos o distritos (por la repetida frase «con sus aldeas»), que al parecer se seguía utilizando en la administración y recaudación de impuestos antiguos durante el reinado del rey Manasés, basándose en los descubrimientos arqueológicos de los nombres de las ciudades en las bullae fiscales para la recaudación de impuestos en ese período.
El Versículo final (versículo 63), junto con otros similares, constatan el fracaso parcial de Israel en la toma de la tierra, a pesar de la arrolladora victoria inicial en Josué 1-12, especialmente Josué 11-Josué 12.

#### Comentario general al capítu. (versículos 1-63)
La descripción detallada del territorio de Judá en el texto refleja su importancia central en la narrativa bíblica. A esta tribu se le asigna el sur de Canaán, y se presentan con precisión los límites de su territorio, especialmente la frontera norte con Benjamín. Además, se incluye un listado exhaustivo de las ciudades de Judá, lo que no ocurre con las demás tribus. Esto indica que Judá era bien conocida por los autores de estos documentos y subraya su prominencia dentro del pueblo de Israel, como ya se había mostrado en los censos de los Números (Nm 1,26-27; 26,19-22). También refleja cómo, en ese momento, la actividad religiosa de Israel estaba concentrada en esta tribu.
La mención de que la segunda parte del versículo 59 falta en el texto hebreo, pero aparece en el griego y en la Neovulgata, subraya algunas diferencias textuales entre las versiones bíblicas. Este énfasis en Judá destaca su liderazgo, tanto geográfico como religioso, dentro de Israel.